# Holomitrium trichopodum
Holomitrium trichopodum là một loài Rêu trong họ Dicranaceae. Loài này được (Mitt.) Klazenga mô tả khoa học đầu tiên năm 2006.